# 崎平駅
崎平駅（さきだいらえき）は、静岡県榛原郡川根本町崎平にある、大井川鐵道大井川本線の駅である。

## 歴史
- 1931年（昭和6年）12月1日：開業。
- 2022年（令和4年）9月24日：台風15号による土砂災害のため休止[1]。

## 駅構造
単式1面1線のホームを持つ地上駅。無人駅である。かつては単式1面2線だったが、片側の線路が撤去された。平成初期頃には当駅構内（線路跡）に、西武B11形蓄電池機関車2両と客車4両が放置されていた。
トイレはホームから線路を隔てた反対側に設置されている。

## 利用状況
- 2007年度の1日平均乗車人員は42人（静岡県統計年鑑による）

## 駅周辺
- 国道362号
- 大井川

## 隣の駅
大井川鐵道
■大井川本線
青部駅 - 崎平駅 - 千頭駅